# Bieluń surmikwiat
Bieluń surmikwiat (Datura metel L.) – gatunek rośliny jednorocznej z rodziny psiankowatych. Występuje w strefie międzyzwrotnikowej obu Ameryk, od dawna introdukowany i zdziczały w krajach tropikalnych i subtropikalnych Azji i Afryki.

## Morfologia

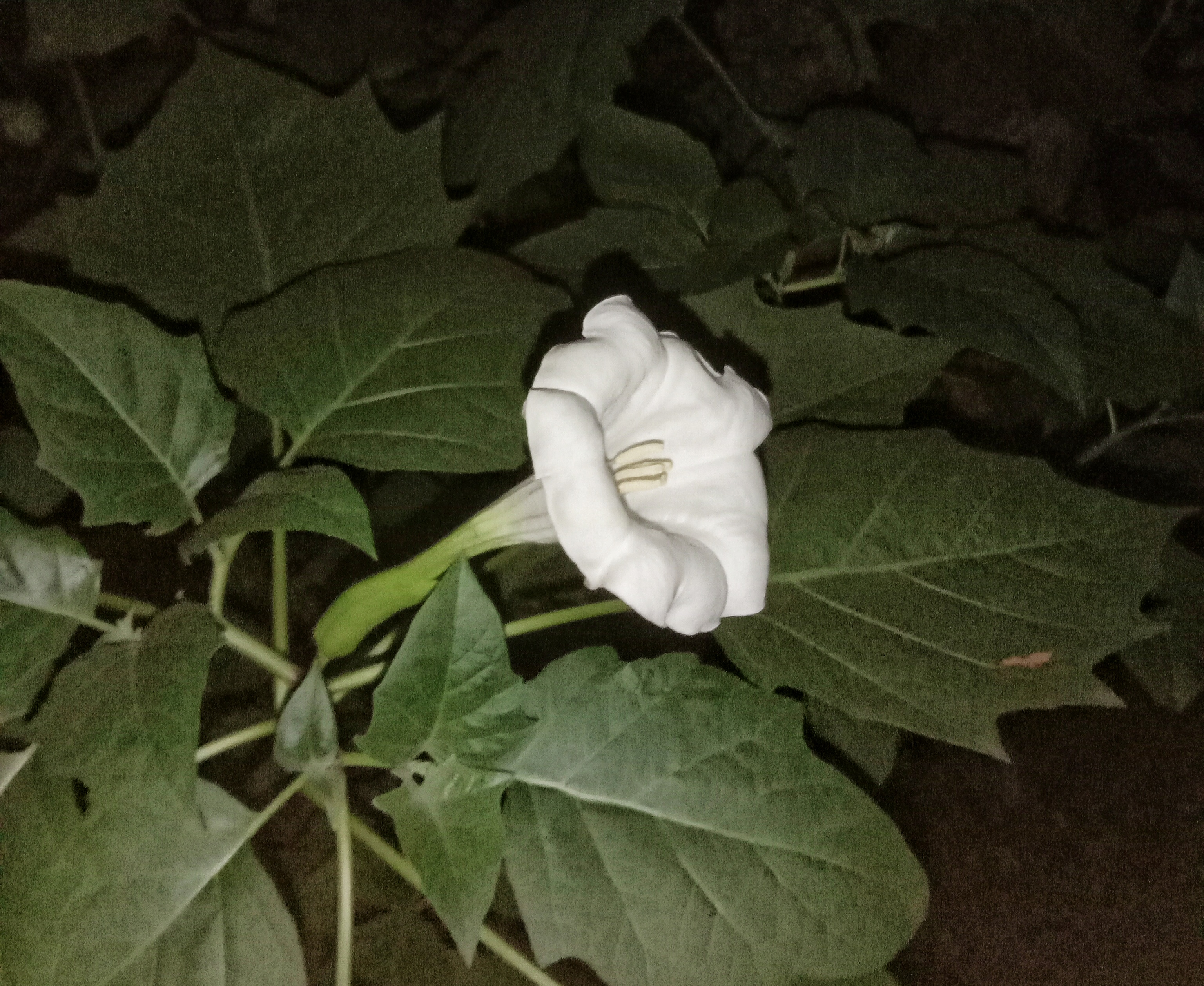
Kwiat

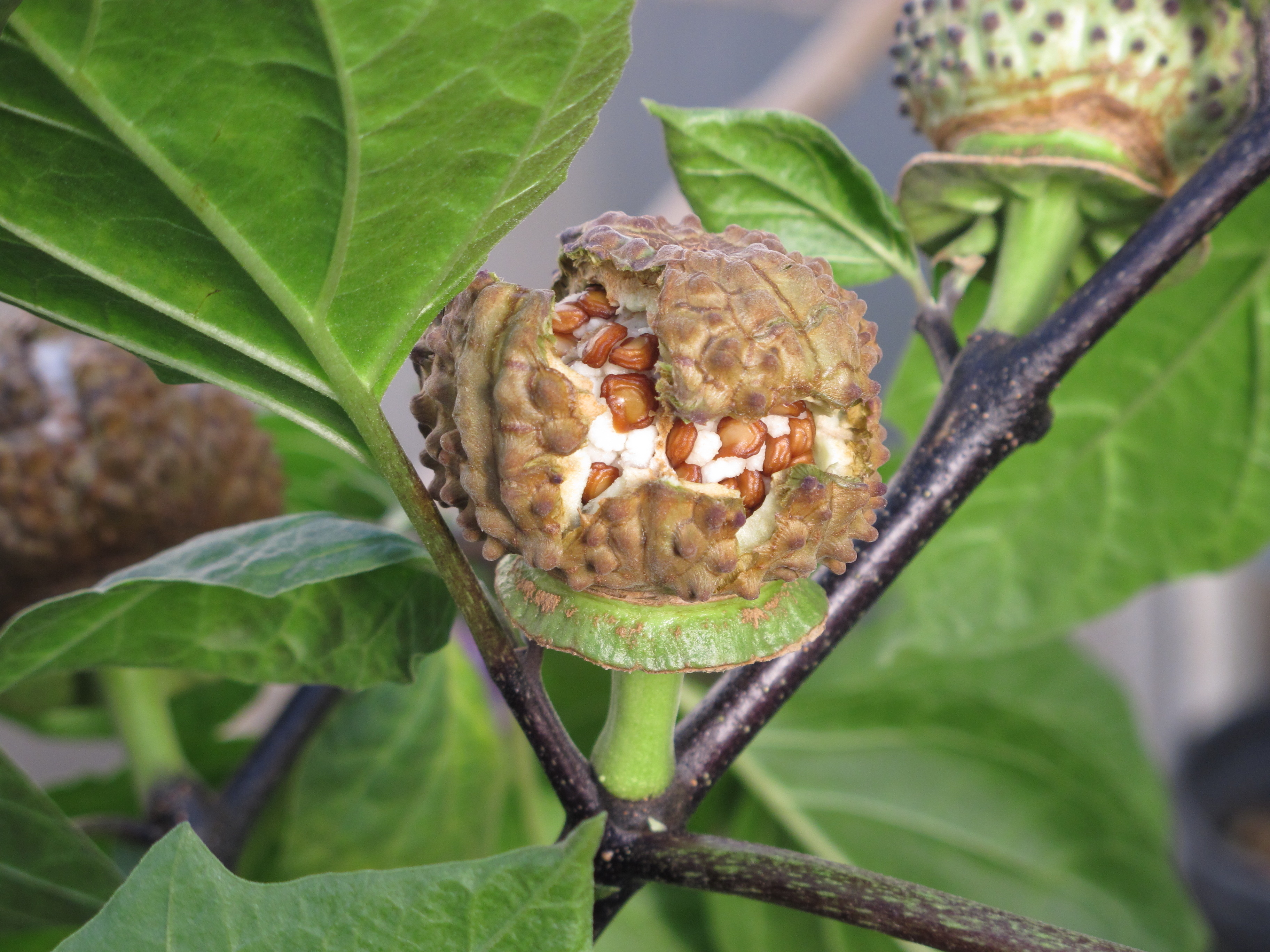
Owoc

PokrójOwłosiona roślina o wysokości do 1,2 m, z łodygą często fioletowo nabiegłą.
LiścieDuże, osadzone są na ogonkach długości 2–6 cm, a ich sercowata lub jajowata blaszka liściowa o asymetrycznej nasadzie osiąga do 20 cm długości i 15 cm szerokości. Blaszka na brzegu jest nieregularnie zatokowo-ząbkowana, na szczycie zaostrzona.
KwiatyOkazałe, wzniesione. Wyrastają na szypułce długości 1 cm. Kielich rurkowaty o długości 4–9 cm. Korona kwiatowa w górnej części lejkowato poszerzona, barwy białej, żółtej lub jasno purpurowej, osiąga do 20 cm długości i 6–10 cm średnicy. W kwiecie znajduje się 5 pręcików i 1 słupek. Kwitnięcie trwa od lipca do października.
OwoceTorebki zwisające, kulistawe, o średnicy ok. 3 cm. Nasiona o średnicy ok. 3 mm, jasnobrązowe.

## Zastosowanie
Roślina uprawiana do celów ozdobnych na rabaty i kwiat cięty oraz w celach leczniczych. Rozmnażanie za pomocą nasion.